# Kapfackla
Kapfackla (Phygelius capensis) är en art i familjen flenörtsväxter från södra Afrika. Arten kan odlas som krukväxt i Sverige och möjligen på friland under milda vintrar.